# Ло Исю
Ло Исю́ (кит. трад. 羅一秀, упр. 罗一秀, пиньинь Luó Yīxiù; 20 октября 1889 — 11 февраля 1910) — первая жена китайского коммуниста и революционера Мао Цзэдуна. Мао Цзэдун был женат на ней с 1908 года до самой её смерти.

## Ранняя жизнь
Ло Исю родилась 20 октября 1889 года на юго-востоке современного Китая в селе Шаошань провинции Хунань в семье Ло Хэлу (1871—1943) — представителя местной интеллигенции и его жены, которая имела дальние родственные связи с Мао Цзэдуном. Имеются противоречия в предположениях об экономическом статусе её семьи.
По утверждению американского историка Ли Фейгона семья Ло играла важную роль в социальной жизни села, но биографы Мао А. В. Панцов и Стивен Левин утверждают что её семья сильно обеднела за последние годы. У Ло Исю было 5 братьев и 4 сестры.
11 февраля 1910 года скончалась в возрасте 20 лет. Причиной смерти была дизентерия.